# Циндати
Циндати (пол. Cyndaty) — село в Польщі, у гміні Семьонтково Журомінського повіту Мазовецького воєводства.
Населення — 90 осіб (2011).
У 1975-1998 роках село належало до Цехановського воєводства.

## Демографія
Демографічна структура станом на 31 березня 2011 року:
|          | Загалом | Допрацездатний вік | Працездатний вік | Постпрацездатний вік |
| -------- | ------- | ------------------ | ---------------- | -------------------- |
| Чоловіки | 49      | 11                 | 33               | 5                    |
| Жінки    | 41      | 9                  | 23               | 9                    |
| Разом    | 90      | 20                 | 56               | 14                   |